# Fauzia Ilyas
Fauzia Ilyas (Pakistán, 1989) es una activista política, presidenta y cofundadora de Atheist & Agnostic Alliance Pakistan. Fauzia Ilyas, hablante de holandés pakistaní, abierta atea y apóstata del Islam, huyó de Pakistán después de recibir amenazas contra su vida y se enfrentó a posibles cargos legales por blasfemia en Pakistán. Recibió asilo en los Países Bajos, donde ahora es crítica del Islam y activista por el feminismo, el laicismo y los derechos de los ateos en Pakistán.

## Trayectoria
Fauzia Ilyas creció en una familia musulmana sunita religiosa en Pakistán. A los 16 años, su padre anunció su matrimonio concertado con un hombre de negocios al que nunca había conocido, y su nuevo esposo la obligó a usar  velo y abusó sexualmente de ella. Buscó la ayuda de sus padres, pero se negaron, dando excusas islámicas por el comportamiento de su esposo. Después de oraciones diarias sin respuesta, cuestionó cada vez más la existencia de Alá y expresó sus dudas a su esposo, quien reaccionó obligándola a salir de su hogar y evitando que viera a su hija. 

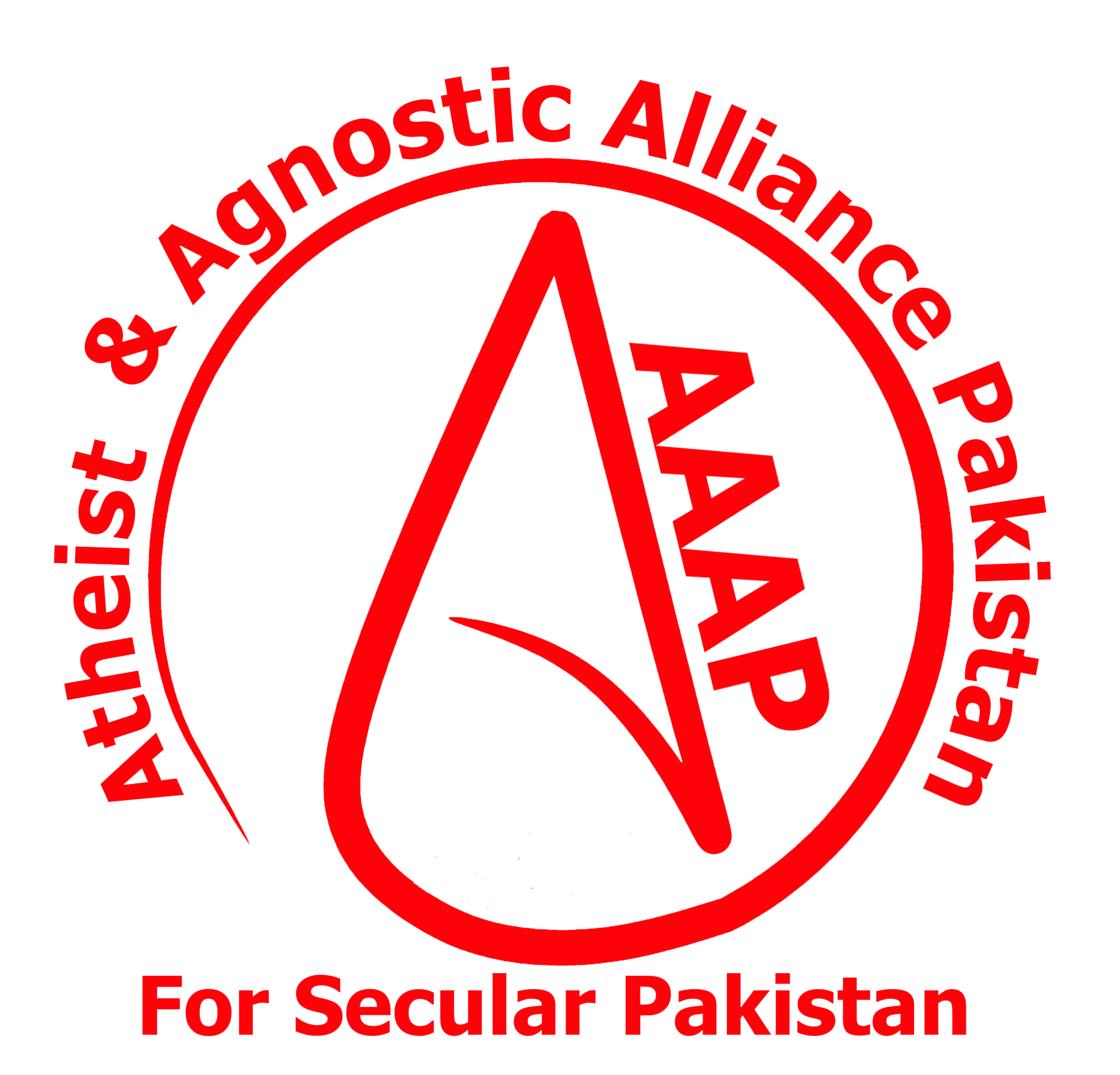
Logotipo de Pakistán de la Alianza Atea y Agnóstica

Más tarde, conoció a un compañero ateo en Lahore llamado Sayed Gillani. Se casaron y juntos fundaron Atheist & Agnostic Alliance Pakistan en 2012. Después de no poder mantener sus identidades en secreto, Ilyas y Gillani enfrentaron amenazas de muerte y cargos de blasfemia, legalmente punible con la muerte en Pakistán. En 2015, huyeron vía Dubái a los Países Bajos.  Primero, Ilyas llegó a un centro de asilo en Den Helder el 30 de agosto y Gillani se unió a él en diciembre después de que sus amigos lo ayudaran a financiar su escape de Pakistán.
En diciembre de 2015, la Alianza Atea y Agnóstica de Pakistán tenía alrededor de 3000 miembros.
Fauzia Ilyas apareció tanto en el documental británico Islam's Non-Believers de Deeyah Khan (octubre de 2016) como en el documental holandés de Dorothée Forma Non-believers: Freethinkers on the Run (diciembre de 2016).
En enero de 2017,Fauzia Ilyas presentó su historia al Parlamento Europeo con la Unión Internacional Humanista y Ética. En abril, recibió el premio Ateo Internacional del Año.
Fauzia Ilyas criticó a Facebook por eliminar casi todas las páginas seculares y críticas con el Islam con sede en Pakistán en respuesta a las campañas de denuncia masiva de los islamistas. Argumentó que Facebook debería ser una plataforma para la libertad de expresión y dejar de facilitar la represión islamista contra los llamados "blasfemos".